# Carpathonesticus galotshkae
Espèce
Synonymes
- Carpathonesticus galotshkai Evtushenko, 1993

Carpathonesticus galotshkae est une espèce d'araignées aranéomorphes de la famille des Nesticidae.

## Distribution
Cette espèce est endémique de l'oblast de Transcarpatie en Ukraine,.

## Description
Le mâle holotype mesure 4,70 mm et la femelle paratype 5,50 mm.

## Publication originale
- Evtushenko, 1993 : A new species of the genus Carpathonesticus (Aranei Nesticidae) from the East Carpathians of the Ukraine. Arthropoda Selecta, vol. 2, no 3, p. 61-63 (texte intégral).